# Раде Булат
Раде Булат (Вргинмост, 28. август 1920 — Загреб, 25. јануар 2013) био је учесник Народноослободилачке борбе, генерал-потпуковник ЈНА и народни херој Југославије.

## Биографија
Рођен је 28. августa 1920. године у Вргинмосту. Потиче из земљорадничке породице. Основну школу завршио је у Вргинмосту, а гимназију у Сиску, Градишки и Загребу.
Године 1936. постаје члан Савеза комунистичке омладине Југославије (СКОЈ) и руководио је скојевском организацијом у гимназији у Сиску, Градишки и Загребу. Због револуционарне делатности, више пута је хапшен и удаљаван из школе. Године 1939. примљен је у чланство Комунистичке партије Југославије (КПЈ). У исто време, уписао је Технички факултет у Загребу, где се активно укључио у рад скојевске организације, и постао члан руководства. Повремено је одлазио и у родни крај, где је помагао стварању првих партијских организација у селима око Вргинмоста. По одлуци, КП Хрватске, 29. марта 1941. године прешао је у Вргинмост и преузео дужност секретара Котарског комитета КПЈ.

### Народноослободилачка борба
После Априлског рата и окупације Југославије, 1941. године, активно је радио на организовању устанка на Кордуну. Када је 27. јула 1941. године избио устанак у Хрватској. Раде је заједно с Мирком Поштићем, народним херојем, разоружава једног усташу у селу Перна. Истог дана предводио је групу бораца на рушењу железничке пруге између Вргинмоста и Топуског, код села Блатуше. Одмах после ове акције, с Јовицом Булатом, напао је групу Италијана код села Подгорје, и растерао их.
У фебруару 1942. године, као истакнути организатор устанка на Кордуну, одлази у Главни штаб НОП одреда Хрватске, који га шаље као делегата у поједине крајеве и партизанске одреде Хрватске. У улози официра Главног штаба учествује, с банијском пролетерском четом и Николом Демоњом, у борбама у Славонији. Као командант батаљона „Буде Борјан“, у северној Далмацији водио је низ успешних борби против Италијана, усташа и домобрана. Посебно се истакао у борбама с Италијанима код Борије, затим у селу Нунић, код Кистања, где је заједно са Слободаном Мацуром разоружао италијанску посаду од тридесет карабинијера, а већ у следећој акцији са својим батаљоном избацује из строја више од 200 италијанских војника. Тада су заробљена три минобацача, четири митраљеза и велики број пушака. Заједно са својим батаљоном био је на планини Промина, код Дрниша, 29. јуна 1942. године, окружен с 5.000 Италијана и четника. Два дана је успешно води борбу и успео батаљон извући из обруча с незнатним губицима.
Као командант Тринаесте пролетерске ударне бригаде „Раде Кончар“, водио је непрекидне борбе на Жумберку, у околини Загреба и Карловца. У бици у Новом Селу, његова бригада је нанела тешке поразе усташама, а у Сухору Италијанима и белогардејцима. Командовао је и ослобођењем Крашића, 2. јануара 1943. године, када су после жестоких борби, уништене три усташке бојне с више од 900 војника. Маја 1943. године, као начелник Штаба Друге оперативне зоне у Мославини, реорганизовао је тамошње партизанске одреде. Приликом преласка Саве, водио је борбу против усташа и Немаца, и заробио више од 40 непријатељских војника. Његова вештина командовања дошла је до изражаја јула 1943. године, када се с десет бораца успешно извлачи из усташког окружења. У ослобођењу Вараждинских Топлица, непосредно је руководио јуришом на Гестапово упориште, где је заробљено 100 немачких жандарма.
Руководио је оснивањем Прве загорске бригаде, са којом је водио непрекидне борбе у Загорју, код Доње Коњшћине, код Златара, Миховљана, Вараждинских Топлица, села Свибовец. Командант 32. загорске дивизије постао је 6. јуна 1944. године и с њом уништио снажни усташко-домобрански гарнизон у Трговишћу, Храшчини, водио тешку борбу на Калнику, Билогори и Подравини, где уништава усташко-домобранске снаге. У сарадњи с јединицама Седме банијске дивизије и Шестог славонског корпуса, учествује у ослобођењу Подравине од Вировитице до Копривнице. Крај рата га је затекао на месту начелник Штаба Десетог загребачког корпуса.

### Послератни период
После ослобођења Југославије, завршио је Курс за усавршавање официра пешадије на Вишој војној академији „Ворошилов“ у Совјетском Савезу, Вишу војну академију ЈНА, Командно-генералштабну школу у Сједињеним Америчким Државама (енгл. US Army Command and General Staff College) и дипломирао је на Електротехничком факултету (данас Факултет електротехнике и рачунарства) Универзитета у Загребу. У Југословенској народној армији (ЈНА) вршио је дужности: команданта дивизије, начелника оперативне управе Војне области, заменика начелника Треће управе Генералштаба ЈНА, начелника Управе АБХ одбране ЈНА, помоћника команданта за позадину Армијске области и команданта Војног подручја. Био је посланик у Сабору Социјалистичке Републике Хрватске и члан Централног комитета Савеза комуниста Хрватске. Године 1968. био је председник Шаховског савеза Југославије (ШСЈ).
У току Народноослободилачке борбе, погинула му је марта 1942. године на Петровој гори, сестра Драгица, која је била студент медицине. Радетова супруга, Милка Куфрин, такође је била учесница Народноослободилачке борбе и проглашена је за народног хероја Југославије.
Умро је 25. јануара 2013. године, у Загребу. Сахрањен је у Гробници народних хероја на загребачком гробљу Мирогој, 31. јануара.

## Одликовања и признања
Носилац је Партизанске споменице 1941. и других високих југословенских одликовања, међу којима су — Орден ратне заставе, Орден заслуга за народ са златном звездом, Орден братства и јединства са златним венцем, Орден партизанске звезде са сребрним венцем и два Ордена за храброст. Од иностраних одликовања се истиче пољски Грунвалдов крст трећег степена. Орденом народног хероја одликован је 24. јула 1953. године.
На традиционалном пријему Српског народног вијећа у Загребу, 4. јануара 2012. године, Ради Булату и Јосипу Бољковцу уручена је награда Гојко Николиш за промовисање антифашизма.
Био је такође и почасни грађанин словеначког града Метлике, како би се на тај начин изразила захвалност за његово учешће као команданта Тринаесте пролетерске бригаде у борби против фашизма и ослобађању места.

## Публикације
- „Жумберак и Покупље у Народноослободилачкој борби“, Загреб 1951.
- „Свједочанства из Петрове горе“, Загреб 1980.
- „Десети корпус „Загребачки“ НОВ и ПОЈ“, Загреб, Београд 1985.
- „Милка Куфрин народни херој“, Загреб 2008.